# Pietro Barsanti
Pietro Barsanti (Borgo a Mozzano, 30 luglio 1849 – Milano, 27 agosto 1870) è stato un militare italiano.
Sostenitore di idee repubblicane, militare nell'esercito sabaudo con il grado di caporale, fu condannato a morte e fucilato per aver favorito un tentativo insurrezionale contro la monarchia Savoia ed è pertanto considerato il primo martire della Repubblica Italiana.

## Biografia
Nato a Gioviano, frazione di Borgo a Mozzano (Lucca), da Vincenzo e Teresa, intraprese un'educazione religiosa presso i Chierici Regolari della Madre di Dio per poi entrare nel collegio militare "delle Poverine" di Firenze e nella scuola militare di Maddaloni. Arruolatosi nell'esercito e ottenuto il grado di caporale, venne inviato a Reggio Calabria, ove aderì all'"Alleanza Repubblicana Universale", società fondata da Giuseppe Mazzini. Trasferito a Pavia, Barsanti prestò servizio presso la caserma del Lino come ufficiale di picchetto.
Mentre infuocavano nella penisola ribellioni repubblicane contro la monarchia e per la rivendicazione di Roma all'Italia, la caserma pavese venne attaccata la mattina del 24 marzo 1870 da una quarantina di rivoluzionari al grido di «Abbasso la monarchia, viva la repubblica, viva Roma». Anziché placare la rivolta, Barsanti rifiutò di intervenire contro i dimostranti e, con l'aiuto di alcuni complici, sequestrò perfino alcuni sottufficiali, impedendo la repressione. Fallito il moto e dispersi i rivoltosi, alcuni militari che, assieme a Barsanti, avevano favorito l'assalto repubblicano si diedero alla fuga; restarono lui ed altri commilitoni, come il sergente cremonese Nicola Pernice, che vennero tratti in arresto con l'accusa di alto tradimento.
Condotti a Milano e giudicati dal tribunale militare, Pernice fu condannato a 20 anni di reclusione, mentre Barsanti e altri nove imputati furono condannati alla pena capitale il 20 maggio 1870. Sorsero iniziative di solidarietà nei confronti del militare vicino al patibolo, poiché la pena fu considerata eccessiva rispetto al reato. La marchesa Anna Pallavicino Trivulzio (moglie di Giorgio) raccolse 40 000 firme di donne da presentare al re Vittorio Emanuele II per invocare la grazia, rifiutata dal Consiglio dei ministri il 18 agosto, a maggioranza e a scrutinio segreto.
Il primo ministro Giovanni Lanza propose al monarca di non ricevere la marchesa, venuta apposta da Firenze, e Vittorio Emanuele II accolse il suggerimento. Questo atteggiamento rammaricò la nobildonna e suo marito, unitosi al disappunto, restituì al re il collare dell'Annunziata del quale era insignito. Il 27 agosto dello stesso anno, condotto davanti al plotone di esecuzione, Barsanti rifiutò i conforti religiosi da parte dei cappellani e non rinnegò la sua fede repubblicana. Bendatosi gli occhi e seduto con il sigaro tra i denti, venne fucilato all'età di 21 anni. Pernice, divenuto pazzo in carcere, morirà suicida pochi anni dopo.
La fucilazione di Barsanti suscitò indignazione da parte delle frange repubblicane e anarchiche. Il Gazzettino Rosa, giornale di Achille Bizzoni e Felice Cavallotti, inveì contro la monarchia e lo stesso Cavallotti compose un'ode in onore del giustiziato. Mazzini, venuto a conoscenza della sua morte durante la reclusione a Gaeta dopo un fallito tentativo insurrezionale, encomiò il giovane militare e invitò a non dimenticare il suo martirio. Inoltre, sorsero numerosi circoli repubblicani e internazionalisti che portarono il suo nome, molti dei quali verranno soppressi dopo l'attentato dell'anarchico Giovanni Passannante contro il successore di Vittorio Emanuale II: Umberto I.